# The Souther–Hillman–Furay Band
The Souther–Hillman–Furay Band es el primer álbum de estudio del supergrupo del mismo nombre, conformado por J. D. Souther, Chris Hillman, y Richie Furay. Fue publicado el 27 de junio de 1974 a través de Asylum Records.

## Recepción de la crítica
Un escritor no especificado de Record World le otorgó el certificado de “Hit of the Week”, y lo describió como “un álbum de floreciente belleza”. Un escritor no especificado de la revista Cash Box declaró: “Desde que el country rock comenzó a hacer grandes incursiones en los mercados de la música pop en todo el país, los nombres Souther, Hillman y Furay han ganado cada vez más prominencia... Cada miembro del sexteto unido (sería injusto no mencionar los señores Gordon, Perkins y Harris) se ha distinguido en un área u otra del rock y ahora tenemos un nuevo supergrupo”.

## Lista de canciones
| Lado uno |                    |                         |          |  |
| N.º      | Título             | Escritor(es)            | Duración |  |
| 1.       | «Fallin' in Love»  | Richie Furay            | 3:30     |  |
| 2.       | «Heavenly Fire»    | Chris Hillman Len Fagan | 3:43     |  |
| 3.       | «The Heartbreaker» | J. D. Souther           | 2:56     |  |
| 4.       | «Believe Me»       | Furay                   | 5:03     |  |
| 5.       | «Border Town»      | Souther                 | 3:52     |  |

| Lado dos |                            |               |          |  |
| N.º      | Título                     | Escritor(es)  | Duración |  |
| 1.       | «Safe at Home»             | Hillman       | 2:53     |  |
| 2.       | «Pretty Goodbyes»          | Souther       | 3:40     |  |
| 3.       | «Rise and Fall»            | Hillman Fagan | 3:07     |  |
| 4.       | «The Flight of the Dove»   | Furay         | 4:06     |  |
| 5.       | «Deep, Dark and Dreamless» | Souther       | 5:37     |  |

## Créditos y personal
Créditos adaptados desde las notas de álbum de The Souther–Hillman–Furay Band.
The Souther–Hillman–Furay Band
- J. D. Souther: guitarra, voces.
- Chris Hillman: bajo eléctrico, guitarra, mandolina, voces.
- Richie Furay: guitarra, voces.
- Paul Harris: teclados.
- Al Perkins: guitarra de acero con pedal, guitarra, bajo eléctrico en «Heavenly Fire», dobro en «Rise and Fall».
- Jim Gordon: batería, percusión.
- Joe Lala: percusión en «Border Town» y «Rise and Fall».

Personal técnico
- Richard Podolor: productor, mezclas.
- Bill Cooper: ingeniero de audio, mezclas.
- Doug Sax: masterización.
- Jimmy Wachtel: diseño, ilustración.
- Lorrie Sullivan: fotografía.

## Posicionamiento
| Gráfica (1974)                            | Pico de posición |
| ----------------------------------------- | ---------------- |
| Australia (Kent Music Report)             | 58               |
| Estados Unidos (Billboard Top LPs & Tape) | 11               |

## Certificaciones y ventas
| País                                                     | Certificación | Ventas   |
| -------------------------------------------------------- | ------------- | -------- |
| Estados Unidos (RIAA)                                    | Oro           | 500 000* |
| *cifras de ventas basadas únicamente en la certificación |               |          |